# 莱河畔蒙布里松
莱河畔蒙布里松（法語：Montbrison-sur-Lez）是法国德龙省的一个市镇，位于该省南部偏西，属于尼永斯区。该市镇总面积12.83平方公里，2009年时的人口为312人。

## 人口
莱河畔蒙布里松人口变化图示